# Phryganea hyperborea
Phryganea hyperborea is een fossiele soort schietmot uit de familie Phryganeidae.